# Gabinet Josepha Cooka
Gabinet Josepha Cooka – dziesiąty w historii gabinet federalny Australii. Urzędował od 24 czerwca 1913 do 17 września 1914 roku. Był gabinetem jednopartyjnym, tworzonym przez Związkową Partię Liberalną (CLP), która wygrała w wyborach w 1913 roku. Rządził do przedterminowych wyborów w 1914 roku, w których CLP przegrała z Australijską Partią Pracy, w wyniku czego swój trzeci gabinet utworzył Andrew Fisher.

## Skład
| stanowisko                                     | członek gabinetu |
| ---------------------------------------------- | ---------------- |
| premier                                        | Joseph Cook      |
| minister spraw wewnętrznych                    | Joseph Cook      |
| minister skarbu                                | John Forrest     |
| minister spraw zagranicznych                   | Patrick Glynn    |
| prokurator generalny                           | William Irvine   |
| minister obrony                                | Edward Millen    |
| minister handlu i ceł                          | Littleton Groom  |
| minister poczty                                | Agar Wynne       |
| wiceprzewodniczący Federalnej Rady Wykonawczej | James McColl     |
| ministrowie bez teki                           | John Clemons     |
| ministrowie bez teki                           | William Kelly    |